# Leistes
Leistes és un dels gèneres d'ocells, de la família dels ictèrids (Icteridae), distribuït a Amèrica del Sud i del Nord.

## Taxonomia
Segons la classificació del Congrés Ornitològic Internacional (versió 15.1, 2025), aquest gènere conté 5 espècies:
- Pradenca pit-roja (Leistes militaris Linnaeus, 1758)
- Pradenca cellablanca (Leistes superciliaris Bonaparte, 1850)
- Pradenca del Perú (Leistes bellicosus de Filippi, 1847)
- Pradenca de la pampa (Leistes defilippii Bonaparte, 1850)
- Pradenca austral (Leistes loyca Molina, 1782)